# 小康
小康，原是儒家的一个哲學概念，最初指大同社会因为人的私欲堕落的结果。後指温饱基础上进一步发展所达到的相对富足的生活狀態。

## 古代原意
“小康”一詞最早出现于《诗经·大雅·民劳》：「民亦勞止，汔可小康。」作為哲學概念的「小康」與「大同」相對，出自《禮記》禮運篇大同章（通常簡稱「禮運大同篇」及「小康篇」）。當中記載孔子先向弟子言偃闡述心目中的大同理想世界，接著解釋夏、商、周三代由於無法實踐「大道」，社會只能達到「小康」的程度。
“大同篇”：
|  | 大道之行也，天下為公。選賢與能，講信修睦，故人不獨親其親，不獨子其子；使老有所終，壯有所用，幼有所長，矜寡孤獨廢疾者皆有所養。男有分，女有歸。貨惡其棄於地也，不必藏於己；力惡其不出於身也，不必為己。是故謀閉而不興，盜竊亂賊而不作，故外戶而不閉，是謂「大同」。 |

“小康篇”：
|  | 今大道既隱，天下為家，各親其親，各子其子，貨力為己，大人世及以為禮。城郭溝池以為固，禮義以為紀。以正君臣，以篤父子，以睦兄弟，以和夫婦，以設制度，以立田里，以賢勇知，以功為己。故謀用是作，而兵由此起。 禹湯文武成王周公，由此其選也。此六君子者，未有不謹於禮者也。以著其義，以考其信，著有過，刑仁講讓，示民有常。如有不由此者，在埶者去，眾以為殃，是謂「小康」。 |

可见在小康社會，每個人只會顧著自己及自己的家人（「各親其親，各子其子」），而非大同社會的「人不獨親其親，不獨子其子」。人人為了私利而陰謀、戰亂不斷，因此必須以禮義建立制度去約束人民，維繫社會秩序。当时的儒家思想家认为，小康和大同的区别是社会道德水平的不同；不過，孔子認為，相比起自己身處的春秋時代，社會即使不能實現大同的理想，至少應該要回復三代賢明領袖崇尚禮義並且以身作則的小康境界。

## 現代含义
現在的“小康”，指的是温饱基础上进一步发展所达到的相对富足的生活狀態。謝東閔於1972年提出「小康計畫」及1979年邓小平所说的“小康之家”，皆以此做為論述基礎。而同時間的香港社會，就有以“小康家庭”、“小康之家”來指代中產階級的講法。
根據聯合國糧農組織制定生活發展階段的標準，恩格爾系數40％到50％為“小康”，该系数越低标志着越富裕。2017年起，中国大陸城乡居民的恩格尔系数已降至30%以下。

## 中國大陸對「小康社會」的準則
|                                            | 我们的目标，第一步是到2000年建立一个小康社会，这是指在温饱的基础上，生活质量进一步提高，达到丰衣足食。 |
| ——邓小平对20世纪末实现四个现代化目标的思考 | |

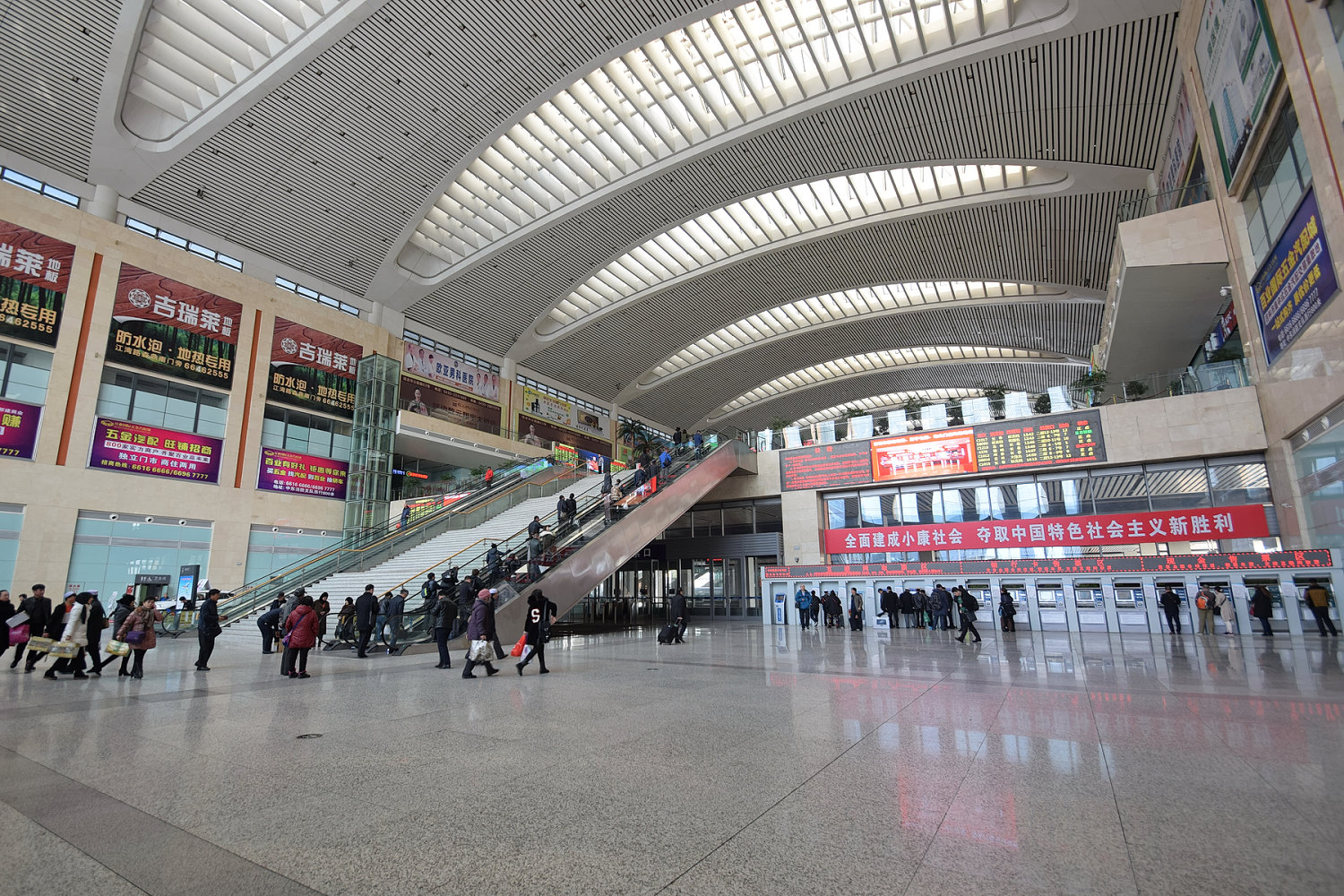
掛在吉林省吉林站进站大厅內的「全面建成小康社会」宣传标语。

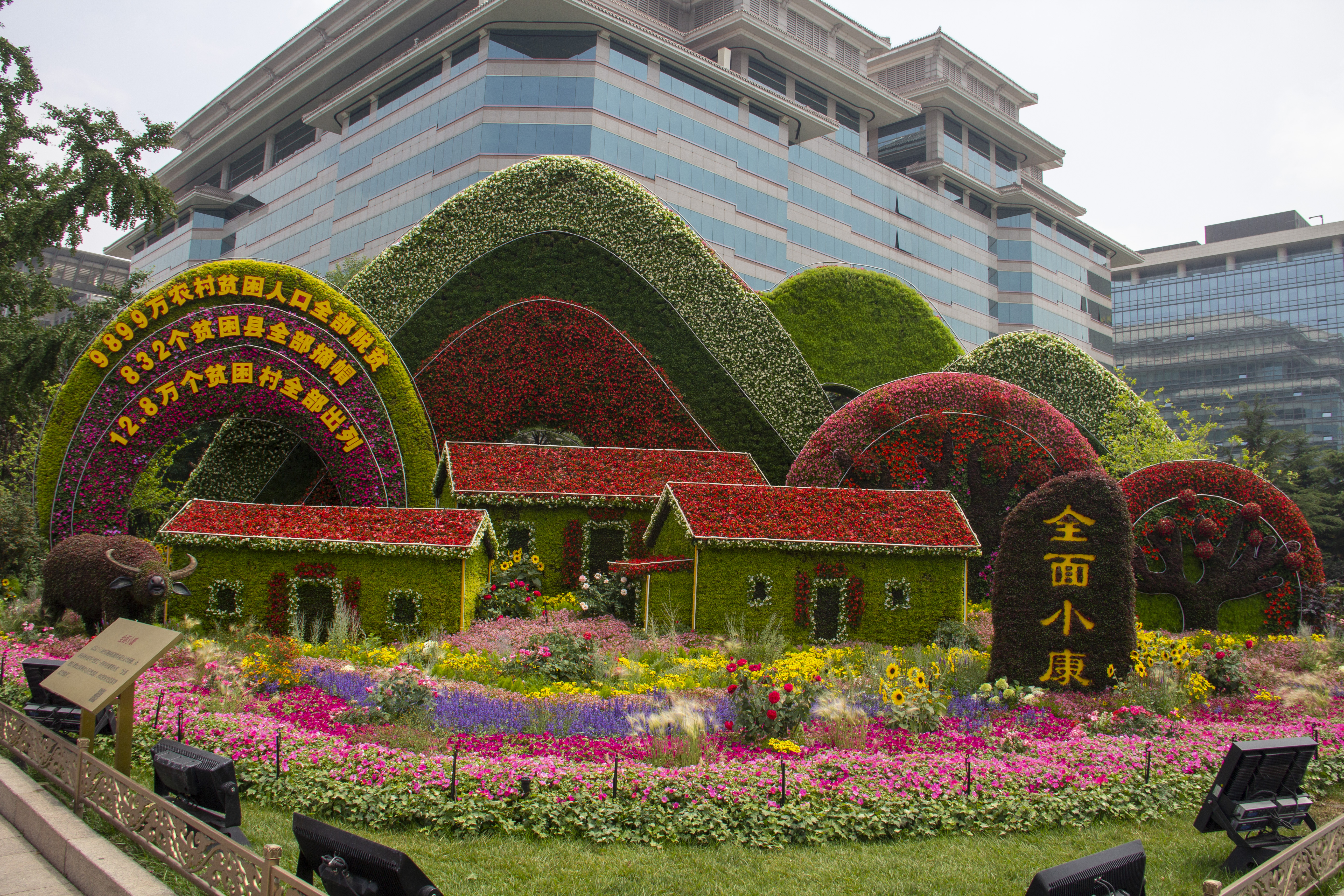
建党百年之际，北京西单立体花坛“全面小康”。

小康社会并不是一个笼统的含糊不清的说法，国家统计局副局长贺铿在采访中说到，1991年国家统计局与计划、财政、卫生、教育等12个部门的研究人员组成了课题组，按照党中央、国务院提出的小康社会的内涵确定了16个基本监测指标和小康临界值(见下表)
小康基本标准
（1）人均国内生产总值2500元（按1980年的价格和汇率计算，2500元相当于900美元）；
（2）城镇人均可支配收入2400元；
（3）农民人均纯收入1200元；
（4）城镇住房人均使用面积12平方米；
（5）农村钢木结构住房人均使用面积15平方米；
（6）人均蛋白质日摄入量75克；
（7）城市每人拥有铺路面积8平方米；
（8）农村通公路行政村比重85％；
（9）恩格尔系数50％；
（10）成人识字率85％；
（11）人均预期寿命70岁；
（12）婴儿死亡率3.1％；
（13）教育娱乐支出比重11％；
（14）电视机普及率100％；
（15）森林覆盖率15％；
（16）农村初级卫生保健基本合格县比重100％。
根據胡錦濤在十七大報告，中国共产党的目标是“确保到2020年实现全面建成小康社会”，習近平接任中共中央總書記後進一步提出了兩個一百年的具體時程。其中，全面小康社會指標必須達成。

在庆祝中国共产党成立100周年大会上，习近平宣告，“我们实现了第一个百年奋斗目标，在中华大地上全面建成了小康社会”。